# Welcome to My Life (Jonathan Fagerlund-låt)
"Welcome to My Life" är en sång skriven av Didrik Thott och Samuel Waermö och framförd av Jonathan Fagerlund under Melodifestivalen 2009, där den deltog i semifinalen i Scandinavium i Göteborg den 7 februari 2009 och misslyckades med att ta sig vidare. 
Låten blev dock populär i Sverige, och singeln släpptes med en musikvideo där Jonathan Fagerlund färdas genom Stockholm med motorcykel. Singeln nådde 23:e plats på Sverigetopplistan, en lista den låg på i fyra veckor. Singeln låg också på albumet Welcome to My World från samma år.

## Listplaceringar
| Lista (2009)                | Topplacering |
| --------------------------- | ------------ |
| Sverige (Sverigetopplistan) | 23           |

### Fotnoter
1. ↑  Swedishcharts.com Jonatahan Fagerlunds diskografi
2. ↑  "Swedishcharts.com - Jonathan Fagerlund - Welcome To My Life". Singles Top 60. Hung Medien.